# Cook Mountains
Die Cook Mountains sind eine Gruppe von Berggipfeln in der antarktischen Ross Dependency. Sie ragen zwischen dem Mulock- und dem Darwin-Gletscher auf. 
Erstmals gesichtet wurden sie durch Teilnehmer der Discovery-Expedition (1901–1904) vom Ross-Schelfeis. Kartografisch erfasst wurden die Cook Mountains jedoch erst durch die neuseeländische Mannschaft der Commonwealth Trans-Antarctic Expedition (1955–1958) und schließlich vom United States Geological Survey mithilfe von Luftaufnahmen zwischen 1959 und 1963. Benannt wurden sie durch das New Zealand Antarctic Place-Names Committee nach dem Seefahrer und Entdecker James Cook (1728–1779).